# Lohu
Lohu – wieś w Estonii, prowincji Rapla, w gminie Kohila.